# Stachys (postać biblijna)
Stachys – według biblijnego Listu do Rzymian 16:9 – chrześcijanin należący do gminy w Rzymie.  Paweł z Tarsu w swoim liście nazwał go "swym umiłowanym" przesyłając mu pozdrowienia.
Z faktu nazwania go "umiłowanym" nie wynika jednak, aby łączyła go szczególna zażyłość z Pawłem, ani nawet ich znajomość.
Według Pseudo-Doroteusza był jednym z 72 uczniów Jezusa Chrystusa, a później Andrzej Apostoł miał go mianować pierwszym biskupem Bizancjum. Według Martyrologium Bazyliańskiego prowadził działalność misyjną w Agryropolis (Tracja).
Martyrologium Rzymskie wspomina Stachysa w dniu 31 października.